# Kindle
Amazon Kindle是亚马逊公司设计的一系列電子書閱讀器。用户可以通过無線網路使用Kindle购买、下載和阅读電子書、報紙、杂志、部落格及其他電子媒體。亚马逊公司旗下Lab126开发的Kindle硬件平台，最早只有一种设备，现在已经发展为一个系列，大部分使用E Ink十六級灰度電子紙顯示技術，能在最小化电源消耗的情況下提供类似纸张的阅读体验。爲了保障版權權益，Kindle内置了數碼權利管理技術（Digital Rights Management）。Kindle在市場上獲得較大成功，也大力拉動了電子閲讀器產品，目前已經有包括索尼、Kobo、BOOX、reMarkable等多家生產電子閲讀器的品牌商在市場上互相競爭。

## 命名和歷史
Kindle这个名字是Michael Patrick Cronan在 Lab 126 的邀请下起的。他和伴侣 Karin Hibma 建议使用 Kindle 一词，意为点燃火焰。
他们认为这个名称富含意义，暗喻着书籍和智慧所带来的兴奋。

## E Ink 设备

### 第一代

#### Kindle

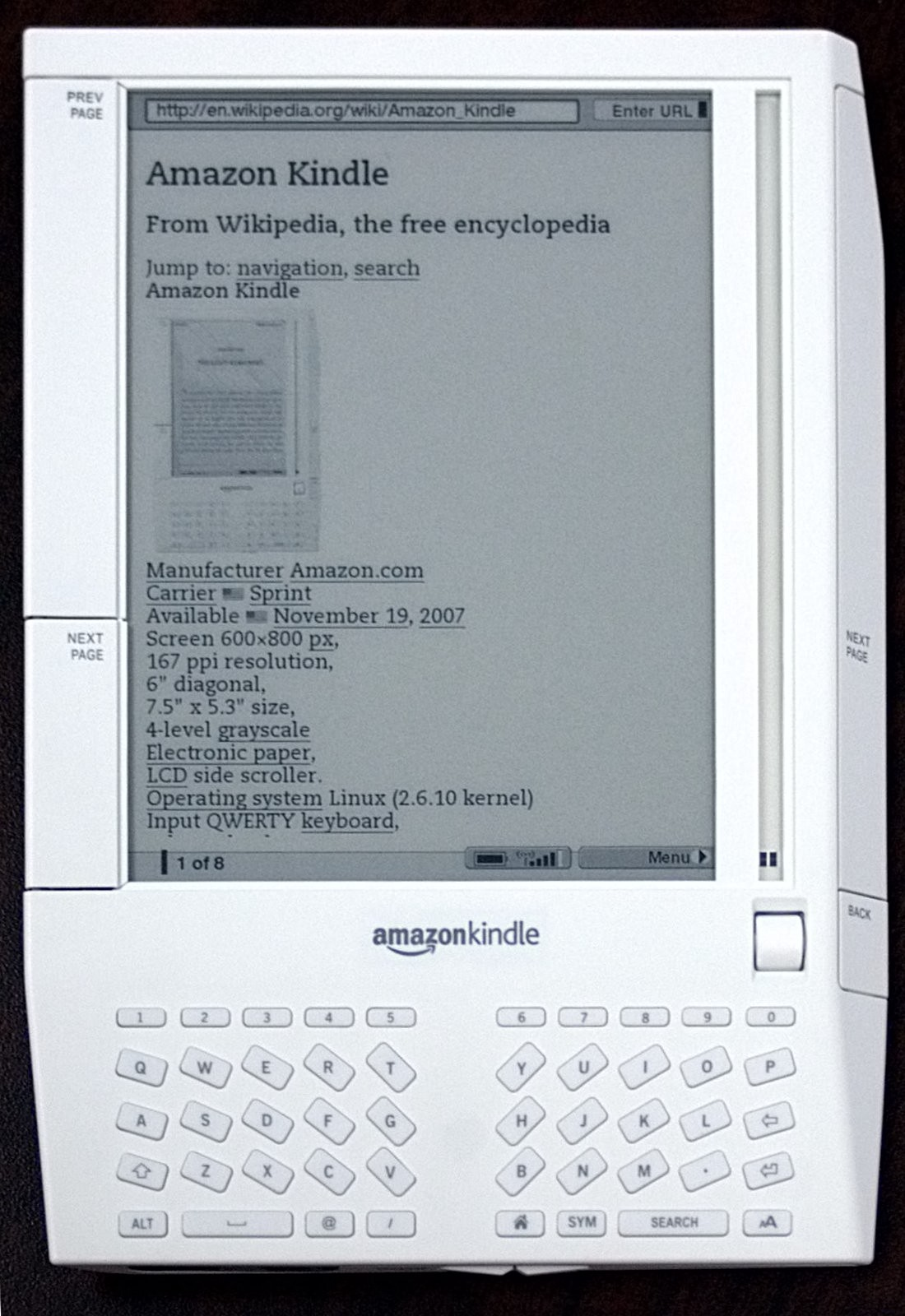
第一代 Kindle

Amazon 于2007年11月19日以 399 美元的价格推出了 Kindle 第一代。第一批存货在五个半小时内被销售一空， 直到 2008 的四月末才恢复供货。
该款 Kindle 是唯一一款能通过 SD 卡槽扩展内置存储容量的型号。
该设备配备了六英寸（对角线）四级灰度显示屏，内置 250 MB 存储空间，可以存储大约 200 本不带图片的电子书。
Amazon 未在美国以外的地区销售第一代 Kindle。 虽然 Amazon 曾计划在英国和其他欧洲国家销售，但是最终因为与当地无线网络运营商的合作问题而被推迟。

### 第二代

#### Kindle 2
Kindle 2于2009年2月9日发布，2009年2月23日开始发售。Kindle 2配备6英吋（对角线）的16级灰度显示屏，Kindle 2內置2 GB容量，其中1.4 GB可供用户使用（无SD卡插槽）。
并且Kindle 2比Kindle 1有如下改进：
- 更长的电池使用时间
- 页面刷新速度比第一代快20%
- 语音朗读功能
- 支持PDF文件
- 更薄的机身（9.1mm厚）

Kindle 2售价为299美元，于2009年10月22日降价为259美元，又于2010年6月21日降价为189美元。

#### Kindle 2 国际版
2009年10月7日，Amazon发布了可在全球超过100个国家使用的Kindle 2国际版，并于2009年10月19日开始全球发售。发布时的售价为279美元，Amazon随后于10月22日将售价调低为259美元，又于2010年6月21日降价为189美元。

#### Kindle DX

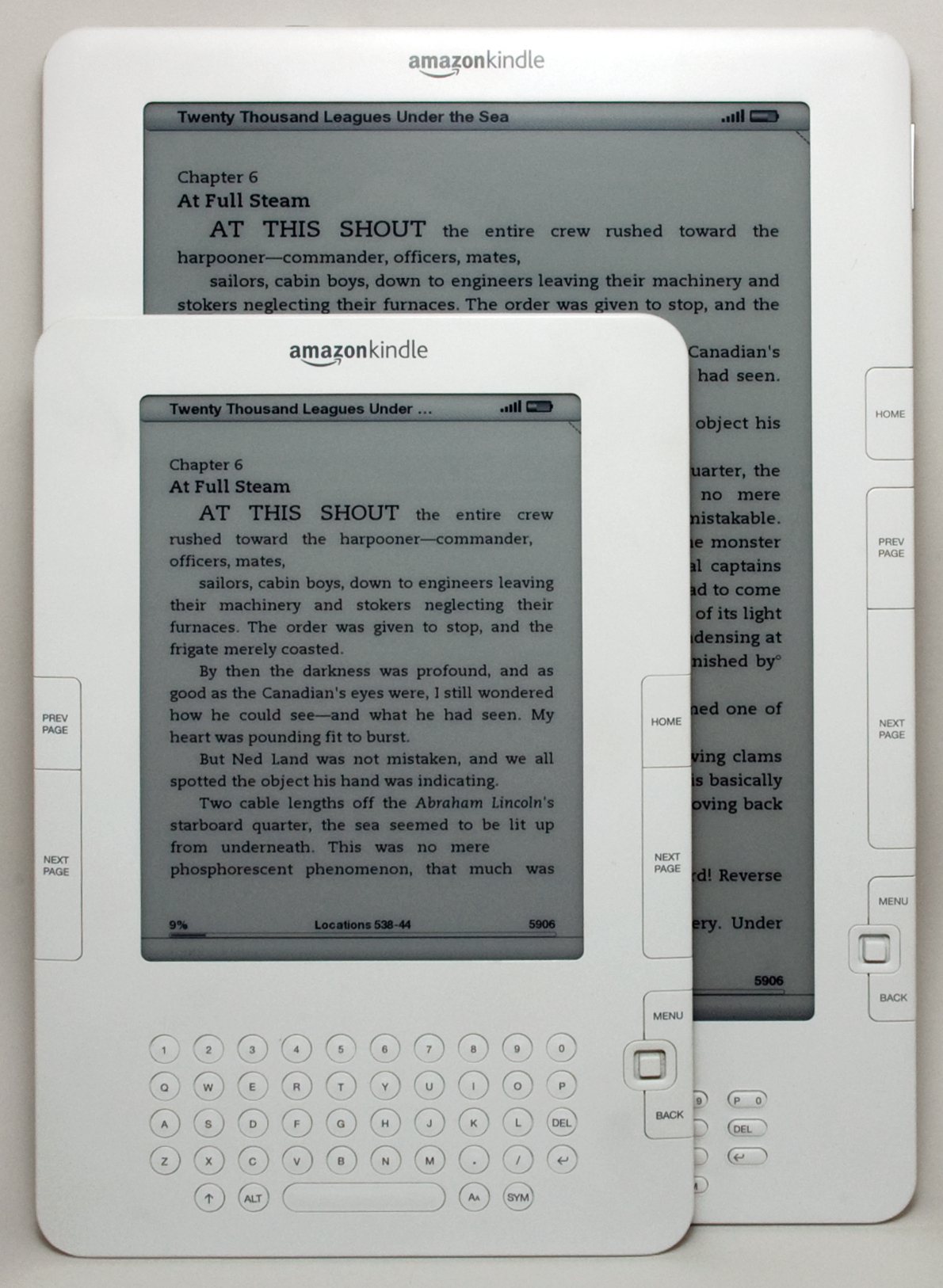
Kindle 2(前)和Kindle DX(后)

Amazon于2009年5月6日发布了Kindle DX，售价为489美元。這是第一款配備加速規的Kindle。Kindle DX配有9.7英吋（1200 x 824分辨率）的显示屏，內置4 GB容量（用户可用3.3 GB，无SD卡插槽），并且有如下改进：
- 长达两周的电池使用时间（离线）或长达一周的使用时间（连接网络的情況下）
- 內置立体声扬声器
- 支持PDF文件

Kindle DX于2009年6月10日开始发售

#### Kindle DX 国际版
Kindle DX国际版于2010年1月19日开始全球发售，售价为489美元。2010年7月1日，Amazon开始发售新的 Kindle DX Graphite，售价为379美元。同时，原来的Kindle DX(白色)价格调整为359美元。Amazon称：新的Kindle DX Graphite对比度比原来的Kindle DX要高50%。

### 第三代

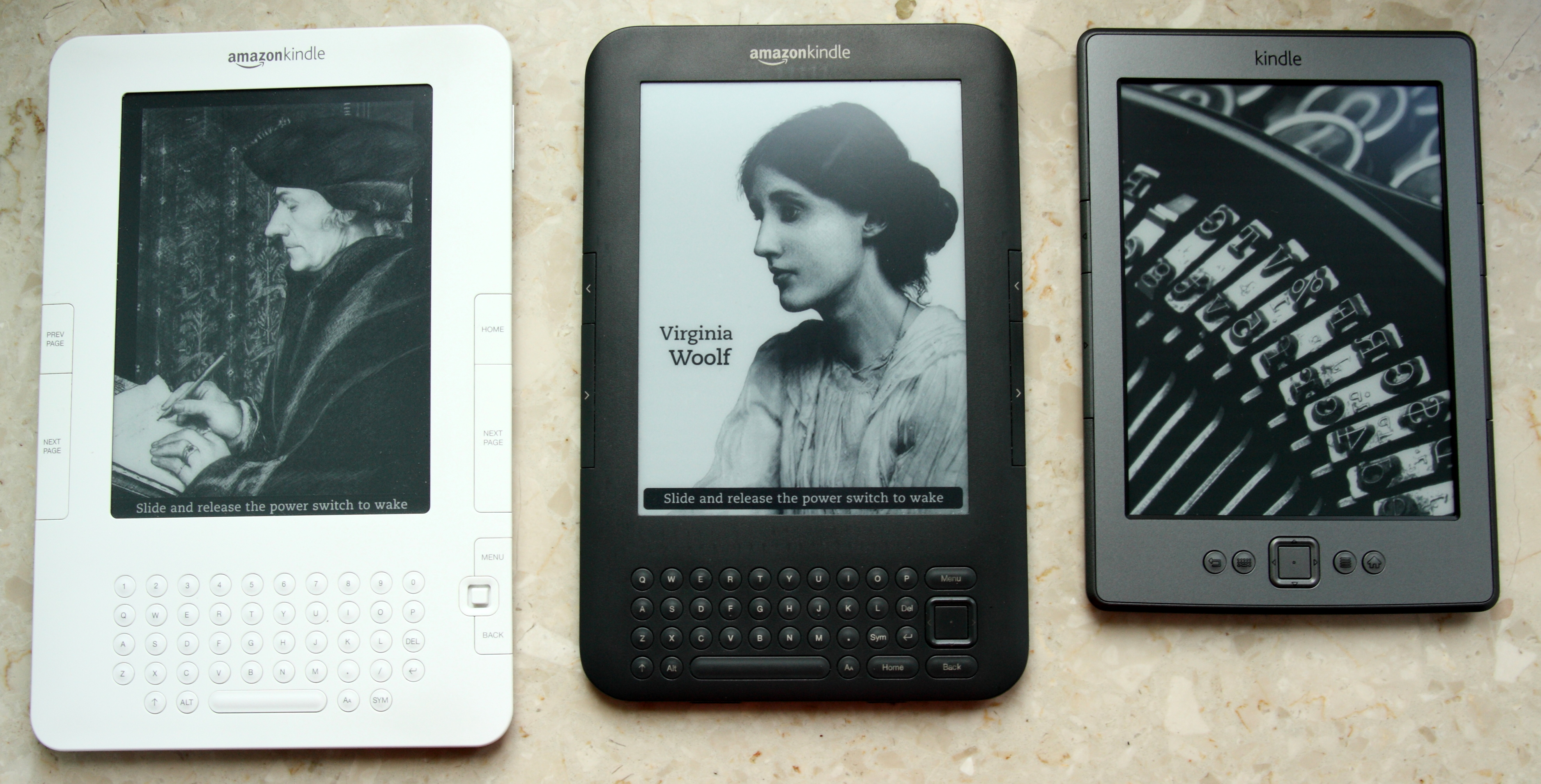
从左至右分别为第二代，第三代和第四代Kindle

#### Kindle Keyboard
Amazon于2010年7月28日发布了两款新版Kindle,分別为售价为139美元的Wi-Fi版Kindle Keyboard, 以及售价为189美元，包括3G和Wi-Fi功能的Kindle Keyboard. 3G版本的Kindle Keyboard將会有经典白和石墨黑两种颜色,后者与 Kindle DX Graphite 的颜色一致. 同时也拥有与其一致的新款e-ink显示屏，Amazon宣称其对比度提高了50%. Amazon计划于2010年8月27日于美国和英国开始发售Kindle Keyboard.
Kindle Keyboard相对于Kindle 2在外觀尺寸、按鍵設置佈局、屏幕等多方面均進行了更新，可謂是一次全面的升級換代。Kindle Keyboard比Kindle 2分別短了和窄了0.5英吋，同樣採用6英吋E Ink屏幕但總面積減少了21%，重量減少了17%，內容擴充到了4GB。按鍵區更加的小巧，取消了數字鍵，調整了5向按鍵的位置。在顯示方面，Kindle增強了字體顏色的對比度，使得閱讀掃瞄版PDF等文檔的時候獲得更加清晰的效果。Kindle3支持額外的字體和國際的Unicode字體(包括繁簡體中文)。它提供了新的基於Webkit平台的瀏覽器,以及4GB的內部儲存容量。Amazon同時宣稱，當關閉無線網絡功能時，其電池能維持至多一個月的使用時間。
相對於之前Kindle支持內容格式的諸多限制，Kindle Keyboard進一步擴大了支持內容的格式。Kindle Keyboard支持無文檔保護的Word文本、PDF、HTML、TXT等文本格式，以及JPEG、GIF和PNG等主流圖片格式。且Kindle原系統支持中文繁體和簡體。

### 第四代

#### Kindle
2011年9月28日，亞馬遜宣佈推出新版本的廉價版Kindle。它備有四個實體按鍵及一個五向按鍵，但是沒有鍵盤；跟上個版本一樣，配備了6英寸電子墨水屏，但是機身尺寸更小、重量更轻。這也是亞馬遜第一次在一款Kindle刚推出起就提供價格較便宜的帶廣告版本（79美元）和價格較高而不帶廣告的一般版本（109美元）。帶廣告的版本會在主畫面的底部以及關機時顯示廣告，但在閱讀書籍文件時則不會顯示；內存亦減為2GB，電池續航能力為一個月左右。

#### Kindle Touch
2011年9月28日，亞馬遜同時宣佈推出 Kindle Touch，該產品同時推出只備有Wi-Fi和同時備有Wi-Fi及3G功能的版本；同樣使用6英寸電子墨水屏幕，但帶有觸控屏幕功能。 主記憶體及電池估計續航時間同上一版本的Kindle一樣為4GB和兩個月。該產品同樣也有價格更便宜的帶廣告版本。

### 第五代

#### Kindle
Amazon于2012年9月6日的发布会上发布了全新的Kindle，机身设计与上代并无变化，但颜色更换为黑色，提供了新的字体，更锐利的显示效果，并且提高了15%的翻页速度，同时售价也下调至$69。

#### Kindle Paperwhite
Amazon于2012年9月6日的发布会上发布了全新的Kindle系列——Kindle Paperwhite。其厚度为9.1mm，重量仅为7.5盎司，贝索斯在发布会上形容：“比杂志还要薄，比平装本还要轻。”在屏幕体验上，Paperwhite采用了电容式触摸屏，而非上一代Kindle Touch所采用的红外线触摸屏。屏幕分辨率高达1024×758，像素密度达到了212 PPI。Paperwhite的屏幕采用了前发光技术，由内置的四颗LED灯提供光源。Kindle Paperwhite的续航能力达到了8周（关闭Wi-Fi，亮度设置为10，每天使用半小时的情况下）。
Kindle Paperwhite也是日本和中国大陆市场上最早开售的Kindle设备。

### 第六代

#### Kindle Paperwhite 2

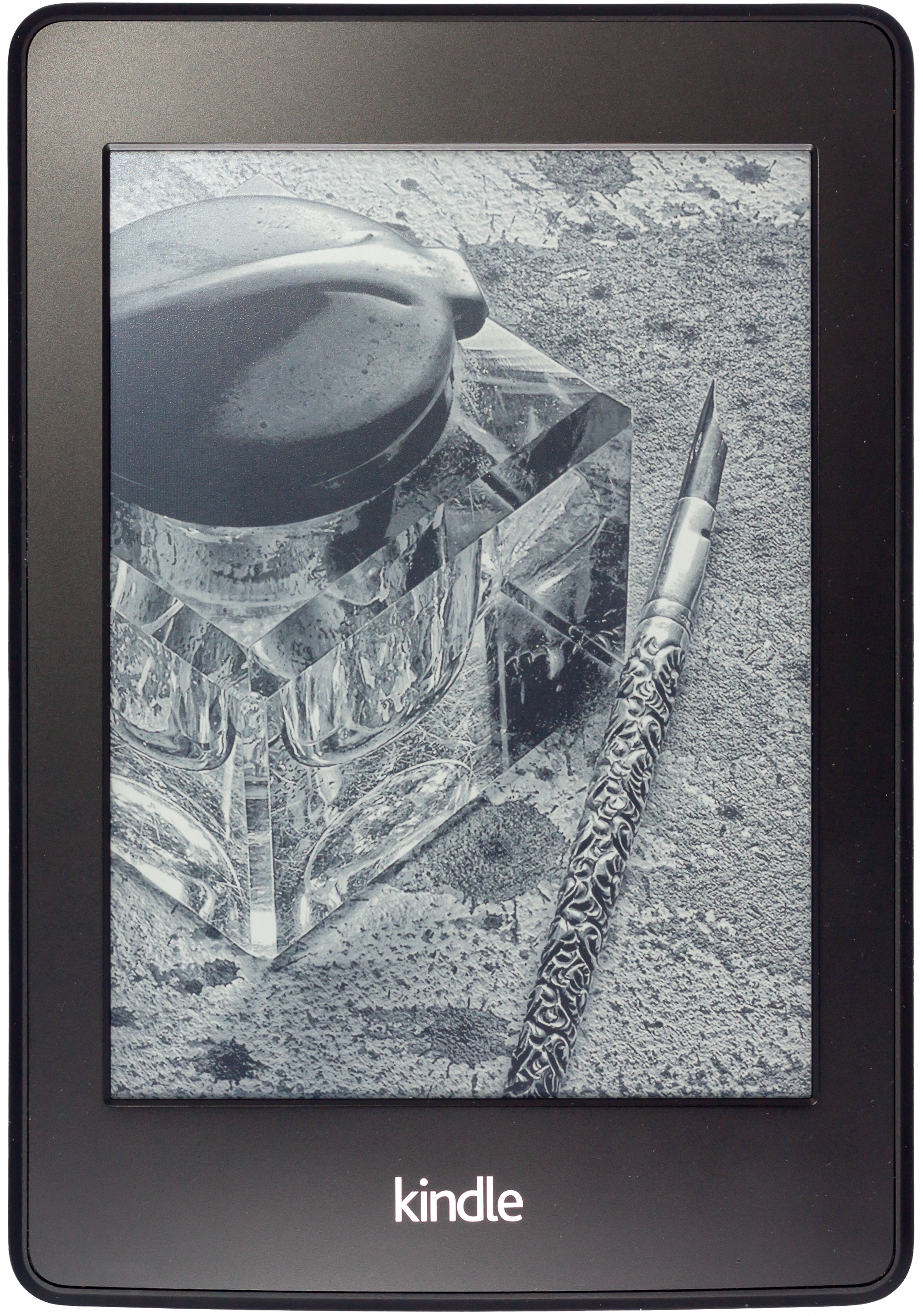
Kindle Paperwhite 2

Amazon 在2013年9月3日发布了第二代的 Kindle Paperwhite，宣传用语为「全新 Kindle Paperwhite」，通称 Kindle Paperwhite 2。相比初代 Paperwhite，第二代 Paperwhite 使用了对比度更高的 Carta 电子墨水显示技术、改进的照明、25% 更快的处理器和更好的触摸响应。屏幕分辨率则上初代 Paperwhite 一样为 212 PPI。
2014 年中期，第二代 Paperwhite 在国际市场发售。

### 第七代

#### Kindle

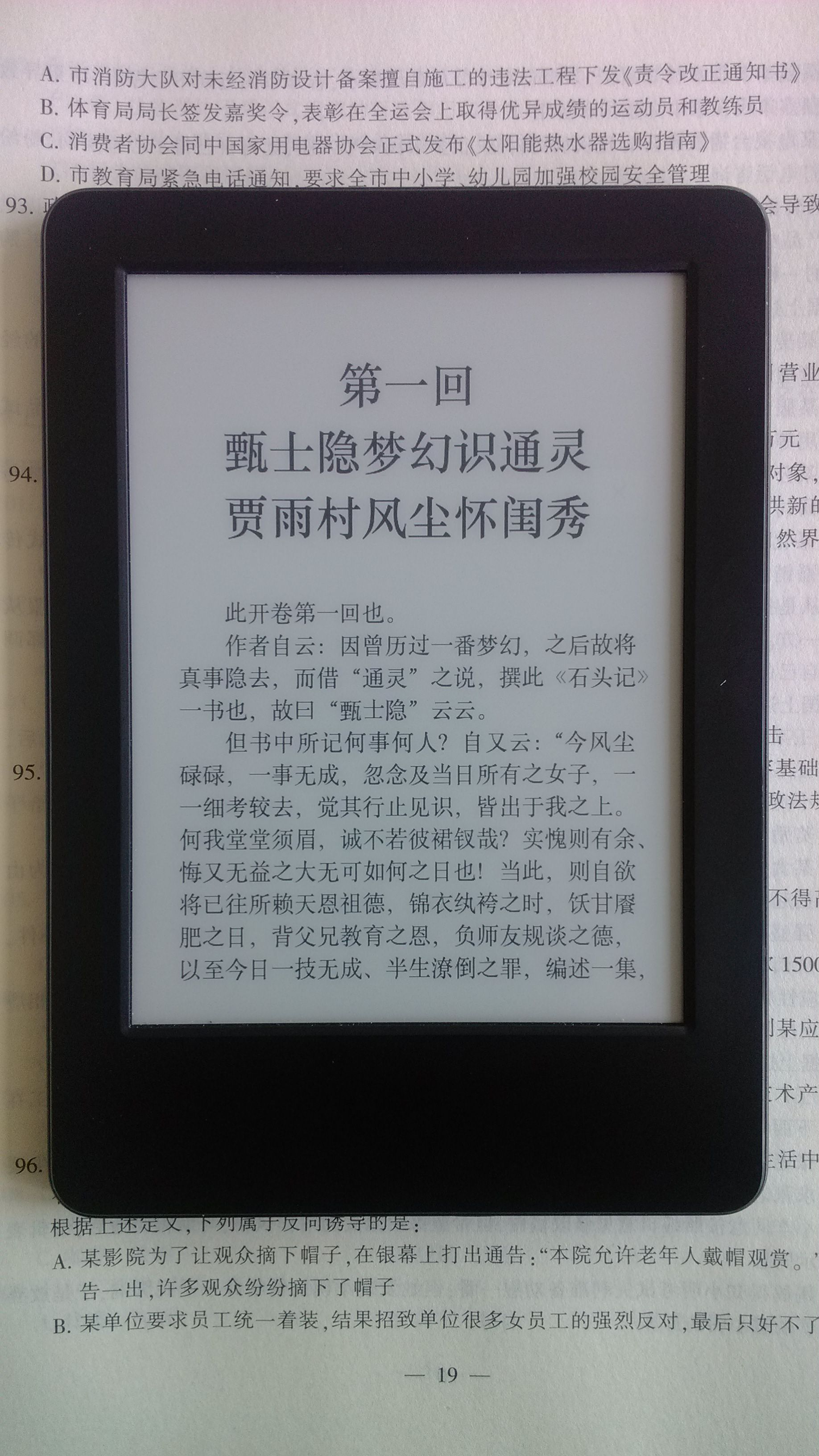
Kindle的电子墨水显示屏与实体纸张的比较

Amazon 在2014年9月18日发布了新一代普通 Kindle 和全新的 Kindle Voyage 电子书阅读器。
这一代的普通 Kindle 拥有 167 PPI 的屏幕，是第一款在中国和日本市场销售的普通 Kindle。

#### Kindle Voyage
Kindle Voyage 采用了全新的外形设计，包括与边缘齐平的屏幕和有棱角的背面以及位于背部的电源开关。Kindle Voyage 的屏幕分辨率是历代 Kindle 电子书阅读器中最高的——300 PPI。它还是第一款带自动感应阅读灯光照明的 Kindle 电子书阅读器。
Kindle Voyage 在中國大陸销售的版本提供「珍藏限量版」，采用礼盒包装，套装内除了 Kindle 机器和数据线以外，还带有一个真皮保护套、一个电源适配器和一张 100 元的 Kindle 电子书劵。

#### Kindle Paperwhite 3
2015年6月30日发售（北京时间），宣传用语依然为「全新 Kindle Paperwhite」，通称 Kindle Paperwhite 3。300 ppi 超清显示屏，像素提高一倍；运行更流畅；中國大陸售价为 958 人民币。

### 第八代

#### Kindle Oasis
2016年4月13日，亚马逊发布了全新系列Kindle Oasis，机身重量仅为131g，采用非对称的人体工学设计并加入实体翻页键，机身内置电池的同时还可通过随机附带的可拆卸电池保护套（提供斯诺克黑、羊皮卷棕和波尔多红三种颜色）供电，令续航长达数月。中国大陆售价为2399人民币。

#### Kindle 8
2016年7月20日，第八代kindle入门级正式发售，分为黑、白两版，配备6英寸167ppi防反光触摸屏和4GB存储空间，主記憶體为512M，体积为160mm X 115mm X 9.1mm，重量约为160g。这款kindle加入了智能荐书功能，可根据用户己设定的阅读等级或英语成绩（ 托福、GRE、大学四六级等 ）进行评估，并推荐适合阅读的英语书籍，生词提示也进行了升级。

#### Kindle X 咪咕
2017年6月27日，亚马逊与中国移动咪咕公司正式推出专为中国市场定制的全球首款联合品牌亚马逊Kindle X 咪咕电子书阅读器。这款Kindle定制版配置上与Kindle入门版一致，但支持咪咕网络文学功能，售价为658元。在中国部分城市，在通过办理一定价位的套餐后用户即可在移动营业厅免费领取Kindle X 咪咕。

### 第九代

#### Kindle Oasis 2
2017年10月12日，亞馬遜發佈了新一代 Kindle Oasis，宣传用语为「全新 Kindle Oasis」，通称 Kindle Oasis 2。
全新Kindle Oasis採用了一系列創新的技術和設計：配備更大的全新7吋電子墨水螢幕，可閱覽更多內容；輕薄的金屬機身，配合人體工學設計，長時間單手握持下更加舒適；首款具有防水設計（IPX8）的Kindle，讓全新的Kindle Oasis具備防水濺特性，用戶可在更多場景下安心閱讀。全新Kindle Oasis提供了8GB和32GB兩款不同的容量選擇。此外，亞馬遜還專為中國用戶推出了32GB香檳金Kindle Oasis豪華禮品組合，僅在中國市場銷售。

### 第十代

#### Kindle Paperwhite 4
2018年10月16日，亚马逊发布第四代Kindle Paperwhite，纯平300 ppi电子墨水屏，8GB/32GB容量，5个内置阅读灯，IPX8级防水设计(60分钟、2米水深清水)，重量减轻到182g，是机身厚度从9.1降到了8.2毫米,有墨黑/雾蓝/烟紫/玉青四种机身颜色可供选择；中国大陆8GB版本售价为958人民币，32G版本售价为1258人民币。

#### Kindle 10
2019年3月20日，亚马逊发布第十代Kindle（亚马逊中国称其为“青春版”）。作为入门级的阅读器，相较上一代产品，最显著的一个变化是新增了4个内置阅读灯。有黑/白两色机身、4GB/8GB容量供选择。中国大陆起售价为658人民币。

#### Kindle Oasis 3
2019年7月24日，亚马逊发布第三代Kindle Oasis。内置阅读灯数量达到25个，新增暖光阅读灯，可调节冷暖色温，更可感应环境光线智能调整亮度；7英寸300 ppi超清屏幕；专用物理翻页键，超薄金属机身；IPX8 级防水设计(60分钟、2米水深清水)，延展阅读场景；有银灰/香槟金两种机身颜色可供选择。中国大陆8GB版本售价为2399人民币，32G版本售价为2658人民币。

### 第十一代

#### Kindle Paperwhite 5
2021年9月21日，亚马逊发布第五代Kindle Paperwhite，与上一代相比，屏幕尺寸从6英寸升级至6.8英寸，加入冷暖色温调节，充电接口更换为USB-C，机身颜色初期仅提供黑色，后期增加了Denim（牛仔蓝）和Agave Green（龙舌兰绿）两种额外选择。除了8GB机身容量（后续追加了16GB容量选择）的标准版外，亚马逊还提供了名为Signature Edition（签名版）的更高规格版本，此规格的机器不仅提供32GB机身容量且没有广告，还额外加入了无线充电和阅读灯亮度自动调节支持。
Kindle Paperwhite 5也是最后一代有在中国大陆销售的Kindle设备，仅提供8GB的标准版本，售价为1068元人民币。

#### Kindle 11
距上次更新逾三年后，2022年10月12日，亚马逊更新其入门版Kindle，屏幕像素密度从167ppi提高至300ppi，重量有所降低（174g -> 158g），存储容量翻倍至16GB，充电接口也从microUSB更换为USB-C。机身颜色提供黑色和Denim（牛仔蓝）两种选择，定价为$99.99。

#### Kindle Scribe
Amazon 於 2022 年 9 月 22 日宣布 Kindle Scribe 將於 11 月 30 日上市。它與 Paperwhite 類似，具有 10.2 英寸、300 ppi 的顯示屏，帶有用於書寫、繪圖和註解的磁性附加基本或觸控筆。 存儲選項為 16 GB、32 GB 或 64 GB。

## LCD 设备

### Kindle Fire
2011年9月28日亞馬遜宣佈推出基於Android的7英寸平板電腦。Kindle Fire並沒有使用電子紙屏幕，而改用一般平板電腦常用的IPS TFT屏幕，支持触屏操作及彩色顯示。操作系统經由亞馬遜特別訂製，內置了亞馬遜電子商店、媒體電影、在線電視和Kindle系列的在線電子書等服務。
Kindle Fire支持EPUB3規格，配合微出版在美國掀起的風潮，以及亞馬遜9.99美金的低價電子書策略，EHGBooks等微出版陣營迎合Amazon與E-Ink、Qualcomm發展mirasol的Kindle Fire電子紙升級計畫，傳統出版商反而先萌生退出亞馬遜網路商城的事件  （页面存档备份，存于）。

### Kindle Fire HD
Amazon于2012年9月6日的发布会上发布了Kindle Fire HD，分为7英寸以及8.9英寸两款。提供了更快的Wi-Fi连接，立体声杜比音效，更强劲的CPU以及GPU，高清摄像头，HDMI输出，蓝牙连接，X-Ray以及Whispersync的特色功能。7英寸16GB售价$199，8.9英寸16GB售价$299。

## 应用程序
Amazon.com於2009年3月3日在蘋果App Store發行了一款名為Kindle for iPhone的應用程序。這款應用程序可以讓iPhone和iPod touch用戶在他們自己的iPhone或iPod touch上瀏覽Kindle的內容，目前已经支持iPad。除此之外，用户亦可于Amazon网站下载适用于自己设备的Kindle应用程序，目前支持平台有Android/Windows Phone/BlackBerry/Windows XP，7，8/Mac。

## 退出中国大陆市场

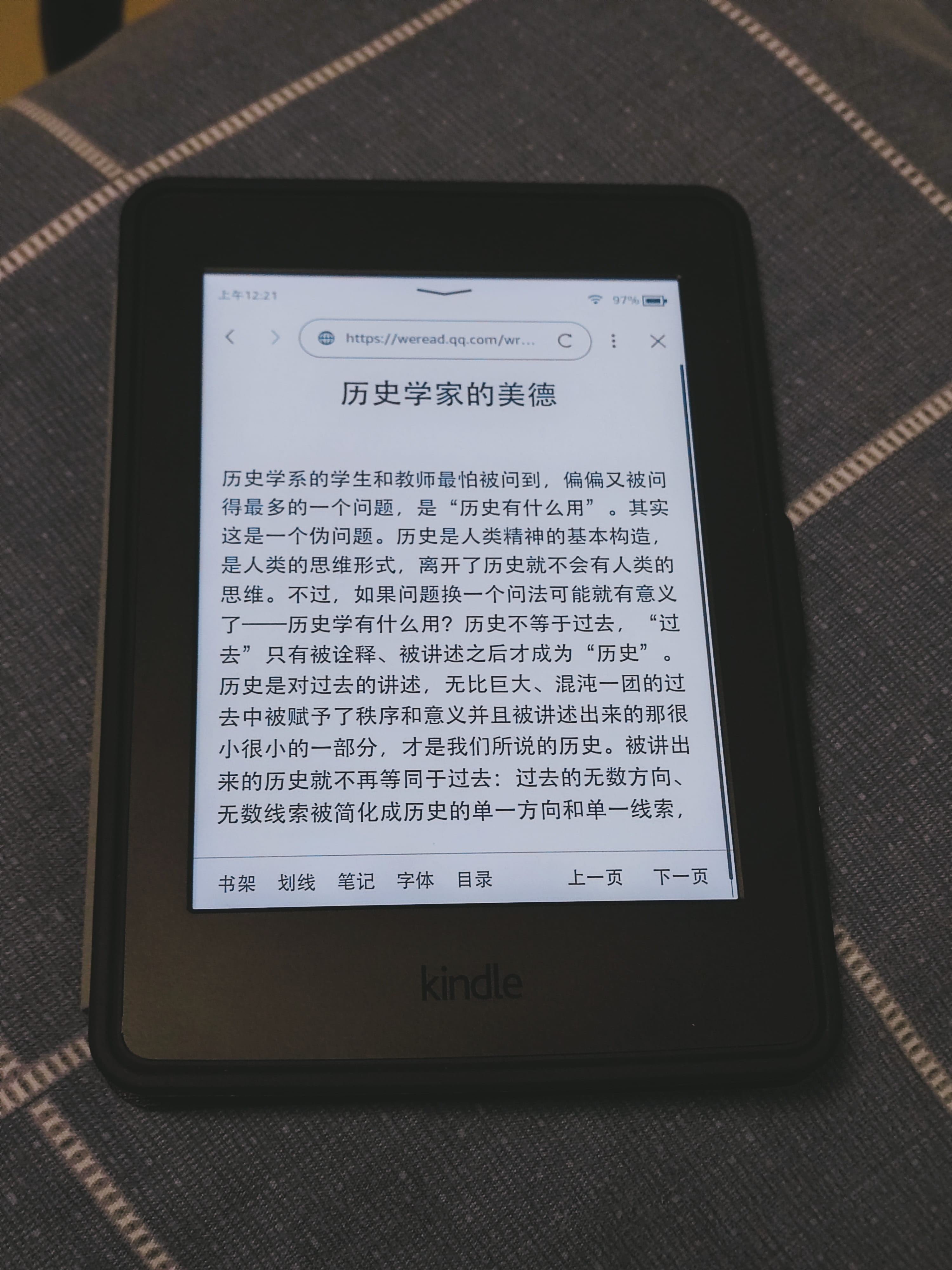
Kindle电子书店关闭后，设备仍可使用内置浏览器进行在线阅读

2021年末至2022年初，部分网友发现Kindle京东自营旗舰店出现大面积缺货现象，结合Kindle天猫自营旗舰店也于2021年晚些时候“暂时关闭”的情况，以及“公司Kindle硬件团队已于2021年11月被裁撤”的传言，“Kindle或将退出中国”的猜想很快大面积发酵，一度登上微博热搜。
亚马逊后续回复称“我们致力于服务中国消费者。消费者可以通过第三方线上和线下零售商购买Kindle设备，Kindle电子书阅读器部分机型目前在中国市场售罄。”
但六个月后，2022年6月2日，亚马逊宣布，Kindle電子書店將于2023年6月30日停止在中國运营，停止运营后用户將不能从该服务購買新的電子書，已购买的电子书及Kindle APP的下载服务将于2024年6月30日停止。公告之日起，亚马逊停止向中国经销商供货，并为2022年起购买Kindle设备的用户提供非质量问题退货服务。

## 外部連結
- Kindle Store（美国亚马逊）

（页面存档备份，存于）
- Kindle商店（中国亚马逊）

（页面存档备份，存于）